# كلاوديو جيرالديز
كلاوديو جيرالديز جونزاليس (من مواليد 24 فبراير 1988) هو مدرب كرة قدم إسباني محترف ولاعب سابق. وهو المدير الفني الحالي لنادي سيلتا فيجو الإسباني .

## المهنة كلاعب
ولد جيرالديز في أو بورينو، بونتيفيدرا، غاليسيا، وانضم إلى فريق الشباب في ريال مدريد في عام 2001، قادماً من نادي مسقط رأسه بورينو إندستريال. شارك لأول مرة مع الفريق الأول خلال موسم 2006-2007، في دوري الدرجة الثالثة ‏.
في عام 2007، بعد ظهور واحد مع فريق ريال مدريد الاحتياطي في دوري الدرجة الثانية ب، انتقل جيرالديز إلى غريمه المحلي أتليتكو مدريد وتم تعيينه في فريق الدرجة الثانية أيضًا في دوري الدرجة الثالثة.
عاد جيرالديز إلى موطنه في عام 2009، لينضم إلى نادي بونتيفيدرا من الدرجة الثالثة. وقع مع نادي أورينسي في المستوى الرابع في 28 يوليو 2011، وساعدهم في الصعود إلى الدرجة الثالثة في موسمه الأول؛ غادر النادي الأخير في مايو 2013.
في 17 يونيو 2013، وافق جيرالديز على صفقة مع كوروكسو في المستوى الثالث. بعد استخدامه بشكل نادر خلال الموسم، عاد إلى ناديه الأول بورينو في عام 2014، حيث سجل ثمانية أهداف في أفضل مسيرته خلال موسم 2015-16. ساعد جيرالديز فريق بورينو في الصعود إلى الدرجة الرابعة في عام 2018، واعتزل في العام التالي، وعمره 31 عامًا.

## المهنة كإداري
في عام 2015، بينما كان لا يزال لاعبًا، تم تعيين جيرالديز أيضًا مديرًا لفريق الشباب التابع لنادي بورينو إندستريال. في العام التالي، انضم إلى هيكل سيلتا فيجو، وكان مديرًا لفرق كاديتي ب وكاديتي أ وجوفينيل ب.
في 27 يونيو 2019، تم تعيين جيرالديز مسؤولًا عن غران بينيا، فريق الرديف الخاص بنادي سيلتا، كما استمر في منصبه كمدير لفريق الشباب B. في 10 أغسطس 2021، تم تعيينه مديرًا لفريق شباب الدرجة الشرفية.
في 2 يوليو 2022، حل جيرالديز محل أونيسيمو سانشيز على رأس فريق سيلتا ب ؛  وأعلن النادي رسميًا عن دوره الجديد بعد عشرة أيام. في موسمه الأول مع فريق B، قادهم إلى الأدوار الفاصلة ، وخسروا في الدور نصف النهائي أمام الفائز في النهاية نادي إلدنس.
عُيين جيرالديز في 2024 مديرًا فنيًا للفريق الأول لسيلتا فيجو، خلفًا لرافائيل بينيتيز. أقيمت أول مباراة احترافية له بعد خمسة أيام، حيث فاز فريقه 2-1 على إشبيلية.